# Eulma
Eulma (în arabă العلمة) este o comună din provincia Annaba, Algeria.
Populația comunei este de 10.316 locuitori (2008).